# Aheu Deng
Aheu Deng Kudum, née le 28 novembre 1986, est une mannequin sud-soudanaise et éthiopienne, lauréate de concours de beauté. Elle remporte le titre de Miss Terre Soudan du Sud 2009 lors de ce concours annuel, organisé par le ministère du Tourisme du Soudan du Sud et Beauties of Africa Inc., détenteur exclusif de la franchise.

## Biographie

### Enfance au milieu des conflits civils
Aheu Deng nait à Itang (district éthiopien), qui est un camp rebelle du Soudan du Sud. L'enfance de Kudum se déroulée sur fond de guerre civile au Soudan du Sud. Fuyant leur maison à cause du conflit, elle suit de près son père dans divers camps de déplacés, endurant les épreuves de la guerre. Malgré ces difficultés, elle reste déterminée à poursuivre ses aspirations éducatives.

### Jeunesse
Aheu Deng est la fille du général Deng Kudum; celui-ci reçoit les acclamations pour son leadership et courage lors de l'attaque des rebelles de l'Armée populaire de libération du Soudan (SPLA) contre la capitale du Soudan du Sud, Juba. Il meurt le 8 mai 1992 suite à cette attaque. En tant qu'aînée de quatre filles, les défis d'être élevée par une mère célibataire marquent sa jeunesse.

### Éducation
Son parcours scolaire débute en Éthiopie, où elle fréquente l'école primaire, avant de poursuivre ses études dans le camp de réfugiés de Kakuma, au Kenya. Sans se laisser décourager par les difficultés de la guerre, elle termine ses études primaires et secondaires. À 37 ans, après avoir terminé ses études secondaires au Kenya, elle se rend aux États-Unis pour poursuivre des études supérieures. Aux États-Unis, elle s'inscrit à la Texas Southern University. Spécialisée en administration des affaires, elle fait preuve de résilience et de détermination pour surmonter les difficultés, transformant ses adversités en tremplins vers la réussite scolaire.

### Carrière

#### Miss Terre Soudan du Sud 2009
Aheu Deng remporte le concours Beautés de Miss Terre Soudan du Sud 2009 le 10 juin 2009. Elle hérite de la couronne de Nok Duany, qui détenait le titre Beautés du Soudan du Sud 2008 en vertu de la nomination du titulaire de la franchise.
Elle parle cinq langues différentes, dont l'anglais, le swahili et un peu d'arabe. Elle parle également le dinka, sa langue maternelle, et le dialecte acholi, deux langues nilotiques du Soudan du Sud. Elle doit abandonner ses études secondaires pour un mariage forcé avec un inconnu alors qu'elle vivait dans le camp de réfugiés de Kakuma, dans le nord du Kenya. À l'âge de 15 ans, elle survit au camp de réfugiés de Kakuma et au mariage forcé . Le général Kudum était l'un des neuf frères Bor Dinka tués lors de la guerre d'indépendance contre le Soudan du Nord.

#### La reine de beauté la plus grande du monde
Aheu Deng, qui mesure 1,96 m, demeure la reine de beauté la plus grande à avoir jamais participé à un Grand Chelem ou à un concours de beauté. Son exploit se voit soumis au Livre Guinness des records pour inclusion et certification comme la plus grande reine de beauté du monde.
Ses managers reçoivent de nombreuses demandes d'apparition dans des émissions de télévision après son titre de Miss Soudan du Sud en 2009.
En 2010, elle refuse une tournée mondiale couvrant l'Asie, l'Europe et l'Amérique du Sud en tant que porte-parole du Soudan du Sud, après le concours Miss Terre 2009. Elle crée la Fondation Miss Soudan du Sud en 2011 pour défendre la cause des femmes et dénoncer le mariage des enfants, dont elle est elle-même victime. Elle est également entrepreneuse.

##### Miss Terre 2009
Aheu Deng représente le Soudan du Sud à la 9e édition du concours de beauté Miss Terre, qui se tient au Boracay Ecovillage Resort and Convention Center sur l'île de Boracay, aux Philippines, le 1er novembre 2009, avec sa finale le 22 novembre 2009. Cette édition de ce concours est remporté par le mannequin brésilien Larissa Ramos.